# Distrito de Atua
Atua es el distrito más antiguo de Samoa, consistente en la mayor parte de la mitad este de Upolu. La cabecera está ubicada en el subdistrito de Aleipata (dónde está aquí, ubicado al este de Atua) y Lotofaga, ubicada al sur de Atua. El distrito tiene una población (censo 2001) de 21.168 personas.
El título supremo es el de Tui Atua, que consiste en la línea de mando del Tui Atua mayor Faanofonofo y la línea del Tui Atua menor Faasavali. Solamente un grupo nombró recientemente al grupo del orador de Faleiva (casa de los nueve) en la aldea de Lufilufi (Atua del noroeste) tener la autoridad para designar al TA Faasavali. Pero no hay una autoridad tradicional que haya establecido esta demanda.
- Datos: Q1154332
- Multimedia: Atua (district) / Q1154332